# Duet per a un sol violí
Duet per un sol violí. és un espectacle teatral basat en el guió de Tom Kempinski Duet for one, i traduït al català per Miquel Martí i Pol i Emili Teixidor. Fou estrenat el 10 d'abril de 1982 al Teatre Poliorama de Barcelona. Fu protagonitzada per Rosa Maria Sardà i Claudi Garcia.

## Argument
L'obra es basa en els darrers anys de la vida de la violoncelista Stephanie Anderson, malalta d'esclerosi múltiple i la relació amb el seu marit. És basada en la història real de la violoncelista Jacqueline du Pré i el seu marit Daniel Barenboim.

## Premis
Fotogramas de Plata 1982
| Categoria                  | Persona          | Resultat |
| -------------------------- | ---------------- | -------- |
| Millor intèrpret de teatre | Rosa Maria Sardà | Nominada |